# Artesia (Californië)
Artesia is een plaats (city) in de Amerikaanse staat Californië die bestuurlijk gezien valt onder Los Angeles County. In 2020 was er een Netherlands Reformed Congregation met 18 leden.

## Demografie
Bij de volkstelling in 2000 werd het aantal inwoners vastgesteld op 16.380. In 2006 is het aantal inwoners door het United States Census Bureau geschat op 16.583, een stijging van 203 (1,2%).

## Geografie
Volgens het United States Census Bureau beslaat de plaats een oppervlakte van 4,2 km², geheel bestaande uit land.

## Plaatsen in de nabije omgeving
De onderstaande figuur toont nabijgelegen plaatsen in een straal van 8 km rond Artesia.